# Olena Kostewytsch
Olena Dmytriwna Kostewytsch (ukrainisch Олена Дмитрівна Костевич, wiss. Transliteration Olena Kostevyč; * 14. April 1985 in Chabarowsk, Russische SFSR, Sowjetunion) ist eine ukrainische Sportschützin. Sie war Weltmeisterin und Olympiasiegerin im Wettbewerb der Luftpistole über 10 Meter.
In die internationale Weltspitze drang Kostewytsch 2001 mit einem dritten Platz mit der Sportpistole über 25 Meter bei der Weltcup-Veranstaltung in Mailand vor. Bei den Schießweltmeisterschaften 2002 im finnischen Lahti wurde sie Weltmeisterin mit der Luftpistole über 10 Meter.
Diesen Erfolg konnte sie in den beiden Folgejahren bei den Europameisterschaften bestätigen. Sowohl in Göteborg 2003 als auch in Győr 2004 errang sie mit der Luftpistole jeweils den zweiten Platz. Mit der ukrainischen Nationalmannschaft wurde sie im Mannschaftswettbewerb mit der Luftpistole 2003 Dritte und 2004 Europameisterin.
Den bislang größten Erfolg ihrer Karriere feierte Kostewytsch am 15. August 2004 bei den Olympischen Sommerspielen in Athen. Dort wurde sie mit der Luftpistole über 10 Meter Olympiasiegerin. Dabei drohte Kostewytsch zunächst bereits in der Qualifikation zu scheitern. Als Achtplatzierte schaffte sie gerade noch die Qualifikation für das Finale. Schließlich schob sie sich mit einer Serie von 10 Schüssen ohne Fehler an ihren Konkurrentinnen vorbei. Nach Ende des Wettbewerbs lag sie zusammen mit der Serbin Jasna Šekarić gleichauf auf Platz 1. Im Stechen behielt Kostewytsch die Nerven und gewann mit 10,4 Ringen die Goldmedaille.
Bei den Olympischen Sommerspielen 2020 in Tokio errang sie 2021 im Mixed-Wettbewerb mit der Luftpistole über 10 Meter gemeinsam mit Oleh Omeltschuk die Bronzemedaille. Während der Eröffnungsfeier war sie, gemeinsam mit dem Fechter Bohdan Nikischyn, die Fahnenträgerin ihrer Nation. Bei den Weltmeisterschaften 2023 in Baku gewann sie mit der Sportpistole die Silbermedaille.